# Festivals à Tokyo

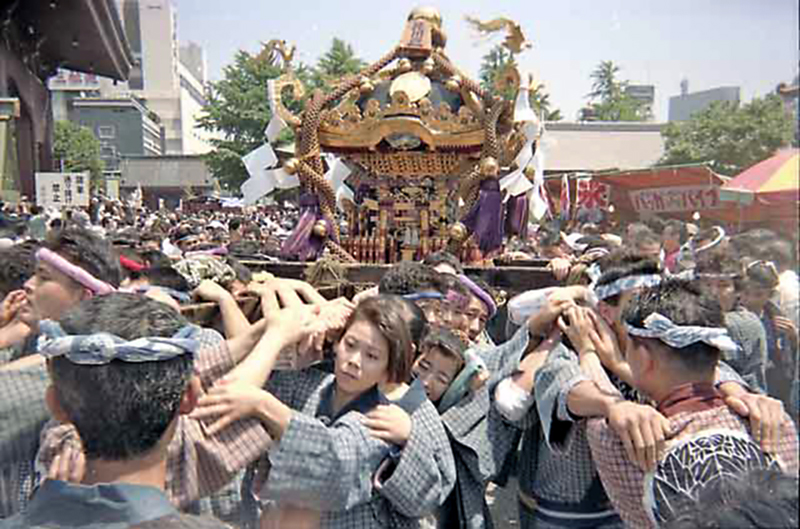
Sanja matsuri à Asakusa.

De nombreux festivals à Tokyo (matsuri) sont organisés toute l'année. Le Sannō  matsuri au Hie-jinja et le Sanja matsuri au Asakusa-jinja comptent parmi les principaux. Le Kanda matsuri à Tokyo se tient tous les deux ans au mois de mai. Le festival comprend un défilé de chars richement décorés et des milliers de personnes y participent. Chaque année, le dernier samedi de juillet, un énorme feu d'artifice est organisé au-dessus de la Sumida-gawa et attire plus d'un million de spectateurs. Une fois les sakura en fleur au printemps, de nombreux habitants se réunissent dans des parcs tels que le parc d'Ueno, le parc d'Inokashira et le Shinjuku Gyoen pour y pique-niquer.